# John Stephenson (attore)
John Winfield Stephenson, a volte accreditato come John Stevenson (Kenosha, 9 agosto 1923 – Los Angeles, 15 maggio 2015), è stato un attore e doppiatore statunitense.

## Biografia
Stephenson nacque a Kenosha, Wisconsin. Dopo aver prestato servizio nelle forze aeree dell'esercito degli Stati Uniti, come artigliere e operatore radio, durante la seconda guerra mondiale, John Stephenson ha seguito un corso di discorso e recitazione alla Northwestern University e si è laureato in teatro prima di trasferirsi a Hollywood.
Stephenson ha prestato la voce in numerose serie animate e film di Hanna e Barbera. Stephenson non ha mai rilasciato interviste ed è stato visto raramente in pubblico, sebbene sia apparso al BotCon 2001.
Stephenson è morto di malattia di Alzheimer, all'età di 91 anni il 15 maggio 2015. Gli sopravvivono sua moglie da 60 anni, i loro due figli (un figlio e una figlia) e una nipote.

## Filmografia parziale
- Scienza e fantasia (Science Fiction Theatre) – serie TV, episodi 1x22-2x30 (1955-1956)
- Un uomo chiamato Flintstone (The Man Called Flintstone), regia di Joseph Barbera e William Hanna (1966)
- La meravigliosa, stupenda storia di Carlotta e del porcellino Wilbur (Charlotte's Web), regia di Charles A. Nichols e Iwao Takamoto (1973)
- Herbie il Maggiolino sempre più matto (Herbie Rides Again), regia di Robert Stevenson (1974)
- The Hobbit, regia di Jules Bass e Arthur Rankin Jr. - film TV (1977)
- Buon Natale Yogi (Yogi's First Christmas), regia di Ray Patterson (1980)